# Swan Hill
Swan Hill är en ort i Australien. Den ligger i kommunen Swan Hill och delstaten Victoria, omkring 300 kilometer nordväst om delstatshuvudstaden Melbourne. Antalet invånare är 9 276.
Trakten runt Swan Hill är nära nog obefolkad, med mindre än två invånare per kvadratkilometer.. Det finns inga andra samhällen i närheten. 
Trakten runt Swan Hill består till största delen av jordbruksmark. Genomsnittlig årsnederbörd är 353 millimeter. Den regnigaste månaden är februari, med i genomsnitt 56 mm nederbörd, och den torraste är november, med 8 mm nederbörd.